# Мешкі-Великі
Мешкі-Великі (пол. Mieszki Wielkie) — село в Польщі, у гміні Цеханув Цехановського повіту Мазовецького воєводства.
Населення — 120 осіб (2011).
У 1975-1998 роках село належало до Цехановського воєводства.

## Демографія
Демографічна структура станом на 31 березня 2011 року:
|          | Загалом | Допрацездатний вік | Працездатний вік | Постпрацездатний вік |
| -------- | ------- | ------------------ | ---------------- | -------------------- |
| Чоловіки | 52      | 8                  | 37               | 7                    |
| Жінки    | 68      | 22                 | 33               | 13                   |
| Разом    | 120     | 30                 | 70               | 20                   |